# 프리스트필드 스타디움

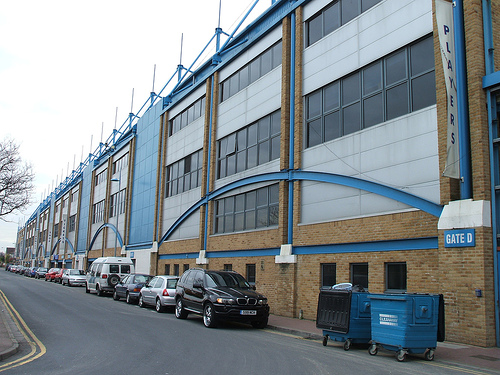

프리스트필드 스타디움(Priestfield Stadium)은 켄트주 질링엄에 있는 축구 경기장이다. 간단히 프리스트필드(Priestfield)로 알려져 있으며 공식적으로는 2007년부터 2010년까지 KRBS 프리스트필드 스타디움, 2011년부터 2023년, 2024년부터는 후원 목적으로 MEMS 프리스트필드 스타디움으로 알려졌다.
이곳은 1893년 클럽이 결성된 이래 질링엄 풋볼 클럽(Gillingham Football Club)의 홈구장이었고, 1990년대 두 시즌 동안 브라이턴 & 호브 앨비언 FC(Brighton & Hove Albion Football Club)의 임시 홈구장이기도 했다. 이 경기장에서는 여성 및 청소년 국제 축구 경기와 런던 브롱코스 럭비 리그 경기도 개최되었다.
이 경기장은 1990년대 후반에 대대적인 재개발을 거쳐 수용 인원이 거의 20,000명에서 현재 11,582명으로 줄었다. 4개의 올인원 스탠드가 있으며 모두 1997년 이후 건설되었지만 그 중 하나는 일시적인 성격을 띠고 있다. 컨퍼런스 및 연회 시설과 더 팩토리(The Factory)라는 나이트클럽도 있다. 현재 경기장에 막대한 투자를 했음에도 불구하고 질링엄 FC 새로운 경기장으로 이전할 계획이 있다.